# Coupe de France de football 1995-1996
Navigation
Coupe de France 1994-1995 Coupe de France 1996-1997
La Coupe de France 1995-1996 est la 79e édition de la coupe de France, et a vu l'AJ Auxerre l'emporter sur le Nîmes Olympique en finale, le 4 mai 1996.
C'est la seconde Coupe de France remportée par les joueurs bourguignons.

## Résultats

### Trente-deuxièmes de finale
Les matchs des trente-deuxièmes de finale se sont joués les 13 et 14 janvier 1996. Les 20 clubs de 1re division firent leur entrée en lice.
| Division        | Club                                 | Score               | Club                    | Division        |
| --------------- | ------------------------------------ | ------------------- | ----------------------- | --------------- |
| Division 1 (D1) | AS Cannes                            | 5 - 1               | Perpignan FC            | Division 2 (D2) |
| Division 1 (D1) | AS Monaco                            | 1 - 0               | RC Lens                 | Division 1 (D1) |
| Division 1 (D1) | AS Saint-Étienne                     | 5 - 0               | US Saintes              | National 3 (D5) |
| Division 2 (D2) | Chamois niortais FC                  | 2 - 2 a.p., 7-6 tab | EA Guingamp             | Division 1 (D1) |
| National 3 (D5) | US Charnay                           | 1 - 3               | FC Metz                 | Division 1 (D1) |
| National 3 (D5) | CS Blénod et Pont-à-Mousson          | 1 - 0               | SC Bastia               | Division 1 (D1) |
| National 1 (D3) | Stade brestois 29                    | 1 - 1 a.p., 3-4 tab | OGC Nice                | Division 1 (D1) |
| Division 1 (D1) | FC Gueugnon                          | 1 - 2               | ASOA Valence            | Division 2 (D2) |
| National 2 (D4) | FC Saint-Lô                          | 1 - 3               | Angers SCO              | Division 2 (D2) |
| National 1 (D3) | FC Saint-Leu                         | 0 - 1               | Lille OSC               | Division 1 (D1) |
| National 3 (D5) | RC La Flèche                         | 1 - 3               | FC Martigues            | Division 1 (D1) |
| DH (D6)         | SG Marienau Forbach                  | 1 - 4               | CF Dijon                | National 1 (D3) |
| DH (D6)         | Nozay OS                             | 0 - 2               | CSC Thouars             | National 1 (D3) |
| Division 1 (D1) | Olympique lyonnais                   | 0 - 1               | AJ Auxerre              | Division 1 (D1) |
| National 3 (D5) | Olympique Saint-Quentin              | 1 - 7               | FC Nantes Atlantique    | Division 1 (D1) |
| National 3 (D5) | ES Vallée d'Eure                     | 1 - 2               | Montpellier HSC         | Division 1 (D1) |
| Division 1 (D1) | Paris Saint-Germain FC               | 3 - 1               | LB Châteauroux          | Division 2 (D2) |
| DH (D6)         | US Pont-de-Roide                     | 1 - 4               | Girondins de Bordeaux   | Division 1 (D1) |
| National 2 (D4) | GSI Pontivy                          | 2 - 0               | FC Trélissac-Maurilloux | National 1 (D3) |
| National 3 (D5) | US Raon-l'Étape                      | 0 - 1               | AS Poissy               | National 2 (D4) |
| National 3 (D5) | AS Salbris                           | 0 - 3               | Le Havre AC             | Division 1 (D1) |
| National 1 (D3) | SC Toulon 83                         | 2 - 1               | Pau FC                  | National 2 (D4) |
| Division 2 (D2) | Stade lavallois MFC                  | 4 - 1               | Stade poitevin PEPP     | Division 2 (D2) |
| Division 2 (D2) | SM Caen                              | 3 - 2 a.p.          | Amiens SC               | Division 2 (D2) |
| Division 1 (D1) | Stade rennais FC                     | 1 - 2               | AS Nancy-Lorraine       | Division 2 (D2) |
| National 2 (D4) | Toulouse Fontaines                   | 0 - 1               | FC Istres VN            | National 1 (D3) |
| Division 2 (D2) | Le Mans UC 72                        | 1 - 0               | US Créteil              | National 1 (D3) |
| Division 2 (D2) | USL Dunkerque                        | 1 - 3               | FC Sochaux-Montbéliard  | Division 2 (D2) |
| National 3 (D5) | US Endoume                           | 0 - 2               | Olympique de Marseille  | Division 2 (D2) |
| National 1 (D3) | US Valenciennes-Anzin Arrondissement | 1 - 2               | RC Strasbourg           | Division 1 (D1) |
| Division 2 (D2) | FC Mulhouse SA                       | 3 - 2 a.p.          | FCSR Haguenau           | National 1 (D3) |
| National 1 (D3) | Nîmes Olympique                      | 3 - 1               | AS Saint-Priest         | National 2 (D4) |

### Seizièmes de finale
Les matchs des seizièmes de finale se sont joués les 2, 3 et 14 février 1996.
| Division        | Club                        | Score               | Club                   | Division        |
| --------------- | --------------------------- | ------------------- | ---------------------- | --------------- |
| Division 1 (D1) | AS Cannes                   | 0 - 1               | FC Sochaux-Montbéliard | Division 2 (D2) |
| Division 2 (D2) | AS Nancy-Lorraine           | 0 - 0 a.p., 2-4 tab | Lille OSC              | Division 1 (D1) |
| Division 2 (D2) | ASOA Valence                | 3 - 0               | CF Dijon               | National 1 (D3) |
| National 2 (D4) | AS Poissy                   | 0 - 0 a.p., 2-4 tab | RC Strasbourg          | Division 1 (D1) |
| Division 2 (D2) | Chamois niortais FC         | 1 - 1 a.p., 4-3 tab | FC Mulhouse SA         | Division 2 (D2) |
| National 1 (D3) | CSC Thouars                 | 1 - 0 a.p.          | FC Martigues           | Division 1 (D1) |
| Division 1 (D1) | FC Metz                     | 0 - 1               | SM Caen                | Division 2 (D2) |
| Division 1 (D1) | FC Nantes Atlantique        | 2 - 2 a.p., 4-5 tab | AS Monaco              | Division 1 (D1) |
| Division 1 (D1) | OGC Nice                    | 0 - 1 a.p.          | Stade lavallois MFC    | Division 2 (D2) |
| National 1 (D3) | Nîmes Olympique             | 3 - 1               | AS Saint-Étienne       | Division 1 (D1) |
| Division 1 (D1) | Paris Saint-Germain FC      | 2 - 0               | Angers SCO             | Division 2 (D2) |
| National 2 (D4) | GSI Pontivy                 | 0 - 2               | Olympique de Marseille | Division 2 (D2) |
| National 1 (D3) | SC Toulon 83                | 3 - 2 a.p.          | Girondins de Bordeaux  | Division 1 (D1) |
| Division 2 (D2) | Le Mans UC 72               | 0 - 2               | AJ Auxerre             | Division 1 (D1) |
| National 3 (D5) | CS Blénod et Pont-à-Mousson | 1 - 1 a.p., 4-2 tab | Le Havre AC            | Division 1 (D1) |
| Division 1 (D1) | Montpellier HSC             | 2 - 1               | FC Istres VN           | National 1 (D3) |

### Huitièmes de finale
Les matchs des huitièmes de finale se sont joués les 24 et 28 février 1996.
| Division        | Club                        | Score               | Club                   | Division        |
| --------------- | --------------------------- | ------------------- | ---------------------- | --------------- |
| Division 2 (D2) | ASOA Valence                | 1 - 0               | Stade lavallois MFC    | Division 2 (D2) |
| Division 2 (D2) | Chamois niortais FC         | 0 - 1               | RC Strasbourg          | Division 1 (D1) |
| National 1 (D3) | SC Toulon 83                | 1 - 1 a.p., 1-4 tab | Montpellier HSC        | Division 1 (D1) |
| Division 1 (D1) | AJ Auxerre                  | 3 - 1               | Paris Saint-Germain FC | Division 1 (D1) |
| National 3 (D5) | CS Blénod et Pont-à-Mousson | 0 - 2               | Olympique de Marseille | Division 2 (D2) |
| National 1 (D3) | CSC Thouars                 | 0 - 2               | Nîmes Olympique        | National 1 (D3) |
| Division 1 (D1) | Lille OSC                   | 1 - 1 a.p., 5-4 tab | AS Monaco              | Division 1 (D1) |
| Division 2 (D2) | SM Caen                     | 5 - 0               | FC Sochaux-Montbéliard | Division 2 (D2) |

### Quarts de finale
Les matchs des quarts de finale se sont joués les 16 et 17 mars 1996. Le Nîmes Olympique créa l'exploit en éliminant le Racing Club de Strasbourg, club de D1.
| Division        | Club                   | Score      | Club          | Division        |
| --------------- | ---------------------- | ---------- | ------------- | --------------- |
| Division 2 (D2) | ASOA Valence           | 0 - 2      | AJ Auxerre    | Division 1 (D1) |
| Division 1 (D1) | Montpellier HSC        | 1 - 0      | SM Caen       | Division 2 (D2) |
| Division 2 (D2) | Olympique de Marseille | 1 - 0      | Lille OSC     | Division 1 (D1) |
| National 1 (D3) | Nîmes Olympique        | 3 - 2 a.p. | RC Strasbourg | Division 1 (D1) |

### Demi-finales
Les matchs des demi-finales se sont joués les 13 et 14 avril 1996. Le Nîmes Olympique recréa une nouvelle fois l'exploit en éliminant Montpellier, club de D1.
| Division        | Club                   | Score               | Club            | Division        |
| --------------- | ---------------------- | ------------------- | --------------- | --------------- |
| Division 2 (D2) | Olympique de Marseille | 1 - 1 a.p., 1-3 tab | AJ Auxerre      | Division 1 (D1) |
| National 1 (D3) | Nîmes Olympique        | 1 - 0               | Montpellier HSC | Division 1 (D1) |

### Finale
| Équipes         | AJ Auxerre - Nîmes Olympique |
| Score           | 2-1 (0-1) |
| Date            | 4 mai 1996 |
| Stade           | Parc des Princes, Paris 44 921 spectateurs |
| Arbitre         | M. Bernard Saules |
| Buts            | Belbey (25e) pour Nîmes; Blanc (52e) et Laslandes (88e) pour Auxerre. |
| AJ Auxerre      | Charbonnier - Goma - Rabarivony, West, Blanc - Violeau, Lamouchi, Saïb (puis Cocard, 87e) - Laslandes, Martins , Diomède. Entraîneur : Guy Roux                              |
| Nîmes Olympique | Sence - Touron, Ecker, Préget, Bochu - Jeunechamp (puis Gros, 92e), Zugna (puis Vosahlo, 36e), Ramdane (puis Sabin 68e) - Perez, Belbey, Marx. Entraîneur : Pierre Barlaguet |